# Guo Yan
Guo Yan (Pekín; 24 de junio de 1982) es una jugadora profesional de tenis de mesa china, dos veces ganadora de la Copa del Mundo, en los años 2006 y 2010, ediciones celebradas en Urumqi y Kuala Lumpur, respectivamente.